# Рентгенография
Рентгеногра́фия (на английски: projection radiography, plain film radiography, roentgenography,) е фотографски метод, използващ йонизиращо лъчение - рентгенови лъчи, гама лъчи или неутрони. Той е един от неразрушителните методи за тестване и се използва в много области - от диагностициране на фрактури в медицината, през откриване на пукнатини в структурата на материалите при изпитвания в областта на индустрията, до удостоверяване автентичността на произведения на изкуството.

## Принципи и начин на действие
За да се извърши рентгенография, е необходим източник на радиация - рентгенова тръба (рентгенови лъчи) или радиоактивен изотоп, излъчващ гама-лъчение. Излъченото лъчение преминава през изпитвания обект и го отразява върху специален филм или се записва от сензори, които показват изображението на монитор.
Част от радиацията се абсорбира при преминаване през тествания обект, в зависимост от плътността на материала и неговата дебелина. Лъчите, преминаващи през материала, почерняват ядрата на сребърния бромид във фотографския филм, като плътността на почерняването е обратно пропорционална на плътността на фотографираната част: колкото по-плътни, толкова по-малко ядра ще почернят, а фотографският филм ще покаже по-светла фигура, докато частта с по-малка плътност ще даде по-тъмна фигура.

## Рентгенография в медицината
В медицината рентгеновата снимка се използва главно за откриване и идентификация на фрактури на костите, откриване на чужди тела в телесните кухини (като тези, забравени по време на инвазивно лечение), гръдна снимка и откриване на дупки в зъбите. Това е неинвазивна процедура, основаваща се на получаване на проектирано изображение на анатомични органи чрез пропускане през тях на рентгенови лъчи и регистриране на степента на поглъщането им върху специална плака, хартия или по друг начин и е част от методите използвани в областта на медицинската образна диагностика.
По-напредналата реализация на рентгеновите изображения е използването на метода на компютърната томография (КТ), който използва рентгенови снимки от множество ъгли, за да създаде триизмерен изглед на фотографирания обект.
Енергията, използвана в медицинската фотография, е ниска, за да се избегне причиняване на големи радиационни щети на чувствителното човешко тяло.
По-широката област на йонизиращото лъчение за медицински изображения се нарича радиология.

## Промишленост и авиационна рентгенография
Методът позволява изследване на вътрешната структура на предмети, които се облъчват с рентгеново лъчение и преминалото лъчение се регистрира.
Рентгенографията се използва също в криминалистиката, дефектоскопията, археологията и др.
|  | Тази страница частично или изцяло представлява превод на страницата „Рентгенография“ в Уикипедия на руски. Оригиналният текст, както и този превод, са защитени от Лиценза „Криейтив Комънс – Признание – Споделяне на споделеното“, а за съдържание, създадено преди юни 2009 година – от Лиценза за свободна документация на ГНУ. Прегледайте историята на редакциите на оригиналната страница, както и на преводната страница, за да видите списъка на съавторите. ВАЖНО: Този шаблон се отнася единствено до авторските права върху съдържанието на статията. Добавянето му не отменя изискването да се посочват конкретни източници на твърденията, които да бъдат благонадеждни. |